# Nụ hôn đánh rơi
"Nụ hôn đánh rơi" là một đĩa đơn của ca sĩ Hoàng Yến Chibi được sáng tác bởi nhạc sĩ Đức Trí. Bài hát là nhạc phim điện ảnh Tháng năm rực rỡ.

## Bối cảnh sáng tác
Ngoài các ca khúc nhạc xưa, "Nụ hôn đánh rơi" và "Rực rỡ tháng năm" là hai bài hát mới trong phim Tháng năm rực rỡ. Hai ca khúc này đều do Đức Trí sáng tác.
"Nụ hôn đánh rơi" có giai điệu buồn, thể hiện cảm xúc của nhân vật Hiếu Phương - nhân vật do chính Hoàng Yến Chibi đóng trong phim - khi tình yêu tuổi thiếu niên tan vỡ. Đây là bài được Đức Trí sáng tác riêng cho chất giọng của Hoàng Yến. Nữ ca sĩ cho biết cô chỉ thu âm đúng một lần và phiên bản đó lập tức được đưa vào phim.

## Phát hành và đón nhận
Bài hát được sử dụng làm nhạc phim Tháng năm rực rỡ, phim được công chiếu vào ngày 9 tháng 3 năm 2018. Ngày 12 tháng 8, nhà sản xuất ra mắt bản audio và video âm nhạc được phát hành vào ngày 15 tháng 3 năm 2018. Nhiều người nghe đã khen giọng hát của Hoàng Yến Chibi giàu cảm xúc. Ca khúc cũng giúp Hoàng Yến Chibi nhận được giải thưởng Làn Sóng Xanh và Keeng Young Awards.

## Biểu diễn trực tiếp và các bản cover
Sau khi ra mắt, Hoàng Yến Chibi đã biểu diễn bài hát "Nụ hôn đánh rơi" trong một số sự kiện. Tối 7 tháng 5 năm 2018, Hoàng Yến đã hát ca khúc này tại Đại học Kinh tế Thành phố Hồ Chí Minh. Tháng 8 năm 2018, Yến cùng thí sinh song ca "Nụ hôn đánh rơi" trong chương trình Giọng ải giọng ai. Ngày 20 tháng 6 năm 2019, "Nụ hôn đánh rơi" được Hoàng Yến hát trong lễ công bố chuỗi sự kiện âm nhạc "Chạm tay đến miền đất mới" tại Thành phố Hồ Chí Minh. Vào tháng 1 năm 2022, cô đã biểu diễn bài hát  trong đêm nhạc của Đức Trí.
Bài hát cũng được á hậu Thúy Vân, ca sĩ Hà Anh Tuấn và Bạch Công Khanh trình diễn lại.

## Giải thưởng
- Làn Sóng Xanh 2018, Ca khúc nhạc phim được yêu thích nhất[8]
- Keeng Young Awards 2018, Ca khúc nhạc phim[9]